# 대한민국 형법 제296조
대한민국 형법 제296조는 약취, 유인 및 인신매매죄의 예비·음모 처벌에 관한 형법 각칙의 조문이다.

## 조문
제296조 【예비 · 음모】
제287조부터 제289조까지, 제290조 제1항, 제291조 제1항과 제292조 제1항의 죄를 범할 목적으로
예비 또는 음모한 사람은 3년 이하의 징역에 처한다.